# Connarus grandis
Connarus grandis är en tvåhjärtbladig växtart som beskrevs av William Jack. Connarus grandis ingår i släktet Connarus och familjen Connaraceae. Inga underarter finns listade i Catalogue of Life.